# The Real Cancun
The Real Cancun ist ein amerikanischer Realityfilm aus dem Jahr 2003. Die Handlung spielt im mexikanischen Cancún, in dem 16 gecastete US-Amerikaner ihr Spring Break verbringen. Der Urlaub wird von der Produktionsfirma bezahlt, jedoch werden die Teilnehmer rund um die Uhr von Kameras verfolgt. Der Film läuft in etwa so ab wie zahlreiche Reality-TV-Shows.

## Hintergrund
- In dem Film wird Sex zwar zensiert, aber explizit viermal dargestellt. Obwohl The Real Cancun als Dokumentation vermarktet wurde schnitten die Produzenten bewusst kontroverses Material weg, etwa eine Szene, in der die Zwillinge in einen Streit mit Snoop Dogg gerieten, nachdem dieser sie sexuell belästigt hatte.[1]
- Nach einer Woche Drehzeit und nur einem Monat Bearbeitungszeit lief der Film am 25. April 2003 in den US-Kinos an. Die Einspielergebnisse lagen bei über fünf Millionen Dollar, bei einem Budget von sieben Millionen Dollar.
- Laura Ramsey wurde nach ihrem Auftritt in The Real Cancun, als die einzige unter den Castmembern, professionelle Schauspielerin.
- 2003 wurde der Film für die Goldene Himbeere als schlechtester Film nominiert, verlor jedoch gegen Liebe mit Risiko – Gigli.
- The Real Cancun warb damit, der erste Reality Movie zu sein, obwohl nur einen Monat vorher der ähnliche Film Beach Party Animals erschien.